# Amazona
Amazona é um género de papagaios da família Psittacidae, característico da América, existindo desde o sul do México até o Caribe e a América do Sul. São conhecidos, popularmente, como papagaios, louros, ajerus, ajurus, jerus e jurus. O grupo habita florestas equatoriais e tropicais e conta com 34 espécies, doze das quais ocorrendo no Brasil. Das espécies brasileiras, seis encontram-se ameaçadas ou vulneráveis a extinção.

## Etimologia
"Ajuru", "ajeru", "jeru" e "juru" se originaram do termo tupi ayu'ru. "Louro" se originou do termo malaio nori, através de "loiro".

## Comportamento
O papagaio do gênero Amazona é um psitacídeo de pequeno porte e robusto. Têm cabeças grandes, asas largas e arredondadas. A cauda é curta, de formato arredondado ou quadrado. O bico é robusto, típico dos psitacídeos e a área em torno do olho é desprovida de penas. A plumagem é variável de acordo com a espécie, mas o verde predomina em todas.
Muitas espécies desse gênero são criadas como animais de estimação, principalmente o papagaio-campeiro e o papagaio-verdadeiro.
São conhecidos pela sua grande habilidade vocal, alegria e destreza com os pés. São leais e conhecidos por serem boas companhias. Alguns dizem que criar um deles é como ter um filho de dois anos, mas que pode chegar aos cinquenta. Entretanto, algumas espécies são agressivas (principalmente na época do acasalamento) e exigem mais atenção do que o necessário a um animal de estimação comum, como um gato ou um cachorro. São aves muito inteligentes e precisam de atenção diária para mantê-los mentalmente saudávéis, além de precisarem de atividades estimulantes para mantê-los ativos. Em particular, como os papagaios nidificam em árvores, seu desejo para mastigar madeira é bastante forte e eles precisam ser providos de objetos para que possam mastigar e saciar esse desejo inato.

## Espécies
- Amazona aestiva Linnaeus, 1758 - Papagaio-verdadeiro
- Amazona agilis Linnaeus, 1758 - Papagaio-de-bico-preto
- Amazona albifrons Sparrman, 1788 - Papagaio-de-testa-branca
- Amazona amazonica Linnaeus, 1766 - Papagaio-do-mangue
- Amazona arausiaca Statius Muller, 1776 - Papagaio-de-pescoço-vermelho
- Amazona auropalliata Lesson, 1842 - Papagaio-de-nuca-amarela
- Amazona autumnalis Linnaeus, 1758 - Papagaio-diadema
- Amazona barbadensis Gmelin, 1788 - Papagaio-de-ombro-amarelo
- Amazona brasiliensis Linnaeus, 1758 - Papagaio-de-cara-roxa
- Amazona collaria Linnaeus, 1758 - Papagaio-da-jamaica
- Amazona diadema (antes incluído junto com o Amazona autumnalis)[4]
- Amazona dufresniana Shaw, 1812 - Papagaio-de-bochecha-azul
- Amazona farinosa Boddaert, 1783 - Papagaio-moleiro
- Amazona festiva Linnaeus, 1758 - Papagaio-papa-cacau
- Amazona finschi P. L. Sclater, 1864 - Papagaio-de-finsch
- Amazona guildingii Vigors, 1837 - Papagaio-de-são-vicente
- Amazona imperialis Richmond, 1899 - Papagaio-imperial
- Amazona kawalli Grantsau & Camargo, 1989 - Papagaio-dos-garbes
- Amazona leucocephala Linnaeus, 1758 - Papagaio-cubano
- † Amazona martinicana A.H. Clark, 1905 - Papagaio-da-martinica
- Amazona mercenaria Tschudi, 1844
- Amazona ochrocephala Gmelin, 1788 - Papagaio-campeiro
- Amazona oratrix Ridgway, 1887 - Papagaio-de-cabeça-amarela
- Amazona pretrei Temminck, 1830 - Papagaio-charão
- Amazona rhodocorytha Salvadori, 1890 - Chauá
- Amazona tresmariae (antes incluído com o Papagaio-de-cabeça-amarela)[4]
- Amazona tucumana Cabanis, 1885 - Papagaio-tucumã
- Amazona ventralis Statius Muller, 1776 - Papagaio-de-hispaniola
- Amazona versicolor Statius Muller, 1776 - Papagaio-de-santa-lúcia
- Amazona vinacea Kuhl, 1820 - Papagaio-de-peito-roxo
- † Amazona violacea Gmelin, 1789 - Papagaio-de-guadeloupe
- Amazona viridigenalis Cassin, 1853 - Papagaio-de-coroa-vermelha
- Amazona vittata Boddaert, 1783 - Papagaio-de-porto-rico
- Amazona xantholora G. R. Gray, 1859 - Papagaio-de-iucatã
- Amazona xanthops Spix, 1824 - Papagaio-galego

## Fotos

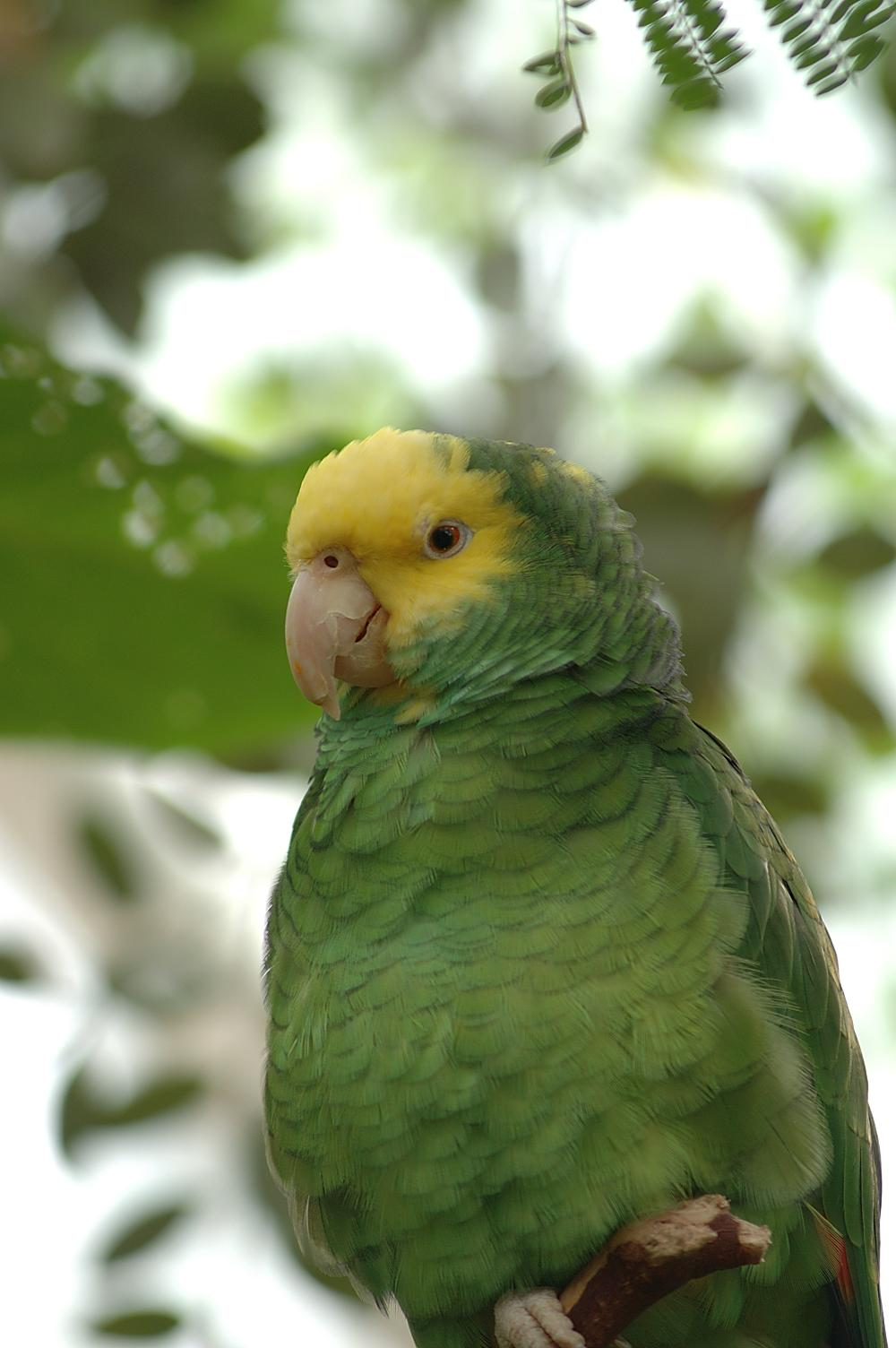
Amazona oratrix (Amazona oratrix)
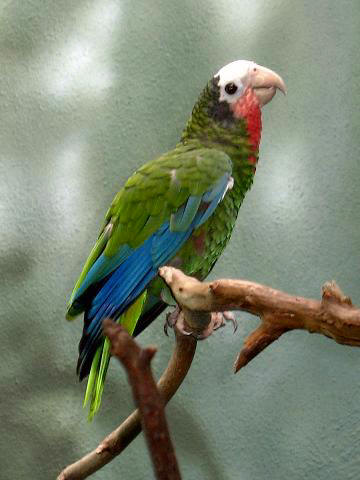
Papagaio-de-cuba (Amazona leucocephala)
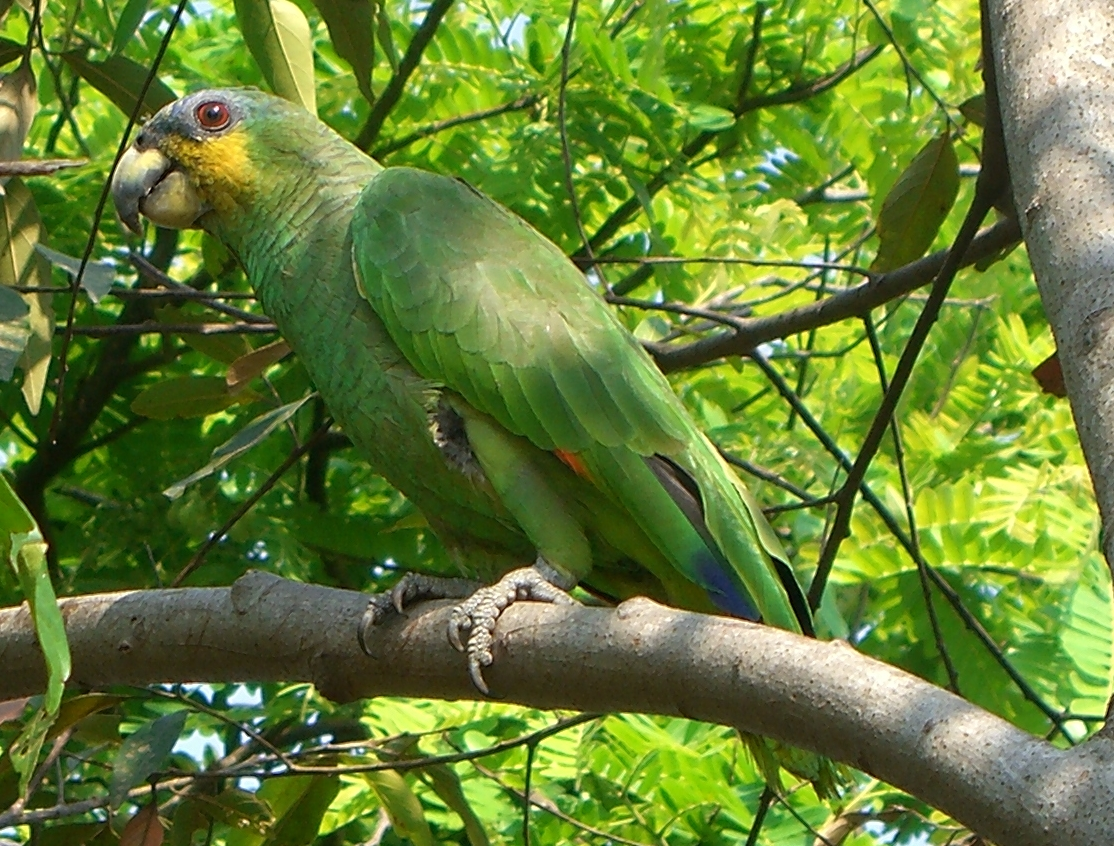
Curica (Amazona amazonica)
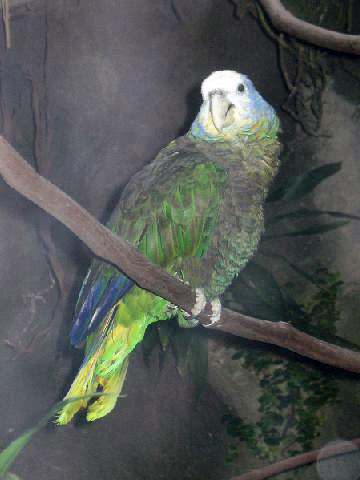
Amazona guildingii (Amazona guildingii)
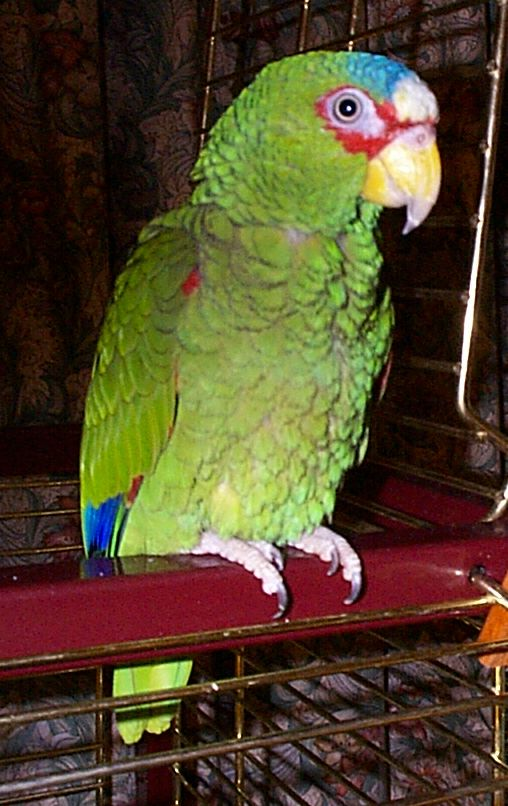
Amazona albifrons macho (Amazona albifrons)
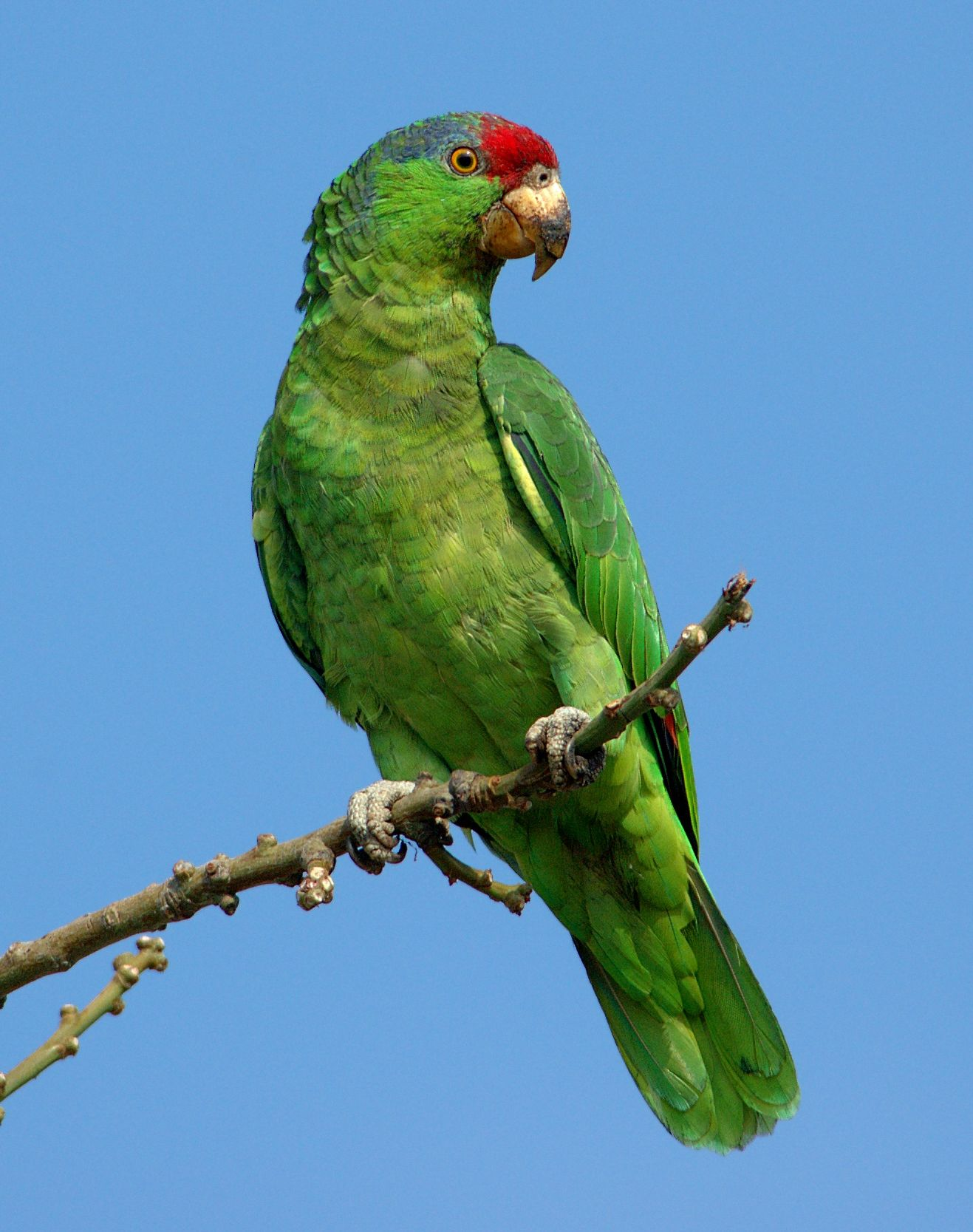
Papagaio-de-face-verde (Amazona viridigenalis)
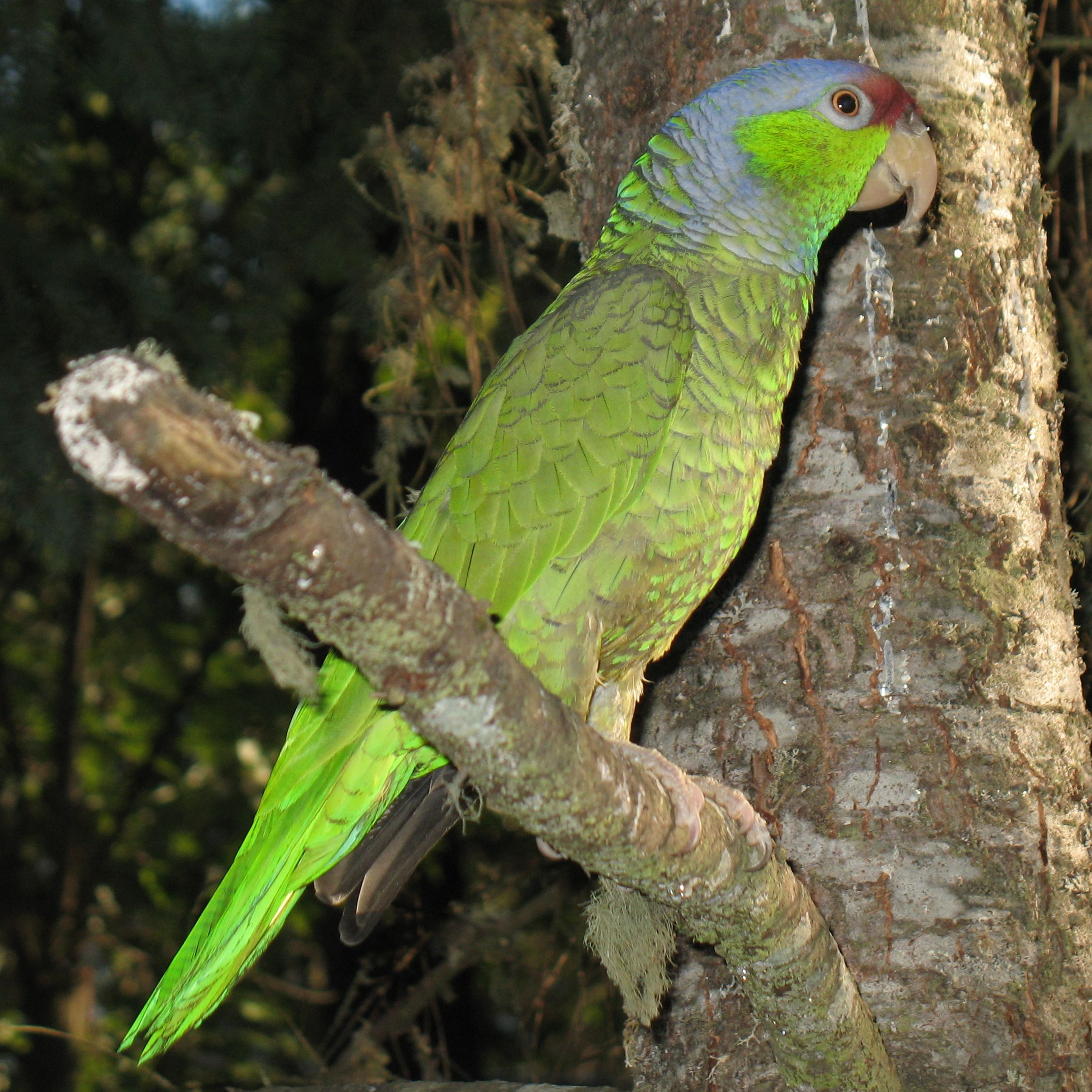
Papagaio-de-finsch (Amazona finschi)
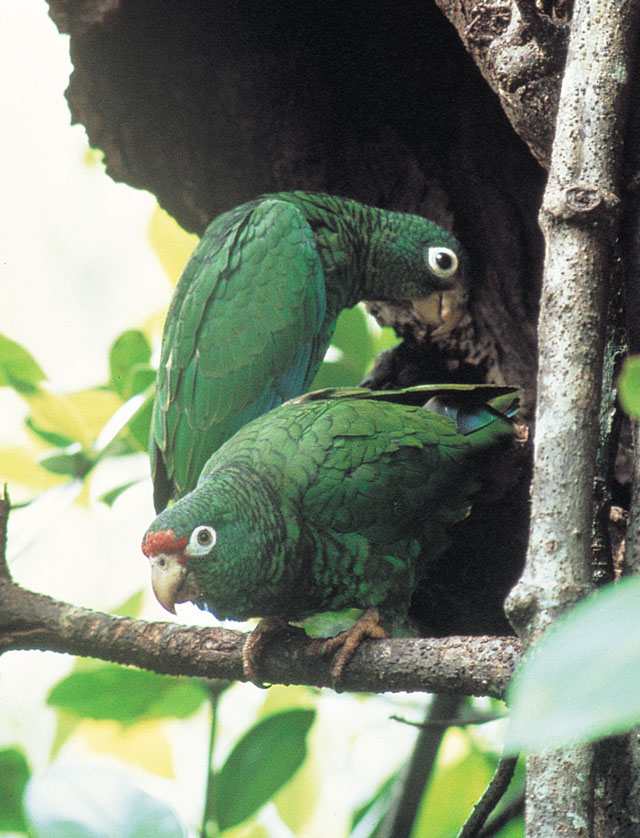
Papagaio-de-porto-rico (Amazona vittata)